# Cèl·lula permanent
Les cèl·lules permanents són cèl·lules incapaces de regenerar-se. Es considera que aquestes cèl·lules estan diferenciades de forma terminal i no són proliferatives a la vida postnatal. Entre elles hi ha les neurones, les cèl·lules del cor, les cèl·lules del múscul esquelètic i els glòbuls vermells. Tot i que aquestes cèl·lules es consideren permanents en el sentit que no es reprodueixen ni es transformen en altres cèl·lules, això no vol dir que el cos no pugui crear noves versions d'aquestes cèl·lules. Per exemple, les estructures de la medul·la òssia produeixen constantment nous glòbuls vermells, mentre que els danys al múscul esquelètic poden ser reparats per les cèl·lules satèl·lit subjacents, que es fusionen per convertir-se en una nova cèl·lula muscular esquelètica.
Els estudis de malalties i virologia poden utilitzar cèl·lules permanents per mantenir el recompte de cèl·lules i quantificar amb precisió els efectes de les vacunes. Alguns estudis d'embriologia també utilitzen cèl·lules permanents per evitar la recol·lecció de cèl·lules embrionàries d'animals prenyats; atès que les cèl·lules són permanents, es poden recol·lectar a una edat posterior, quan l'animal està completament desenvolupat.